# Martinsburg (West Virginia)
Martinsburg er en by i den amerikanske delstat West Virginia. Byen har 18.777(2020) indbyggere og er administrativt center i det amerikanske county Berkeley County.